# سمير سيليشكوفيتش
سمير سيليشكوفيتش (بالتركية: Samir Selešković)‏ مواليد 10 أبريل 1970 في سراييفو، جمهورية يوغوسلافيا الاشتراكية الاتحادية، هو مدرب كرة سلة تركي ولاعب معتزل. بدأ مسيرته الاحترافية في سنة 1990. يدرب شركة الإتصالات التركية في الدوري التركي لكرة السلة. يبلغ طوله 6 قدم 2 بوصة (1.9 م). اعتزل اللعب في 2000.

## روابط خارجية
- سمير سيليشكوفيتش على موقع الاتحاد الدولي لكرة السلة (الإنجليزية)
- سمير سيليشكوفيتش على موقع كرة السلة الأوروبية.كوم (الإنجليزية)
- سمير سيليشكوفيتش على موقع بروبوليرز (الإنجليزية)